# Ramecourt (Passo di Calais)
Ramecourt è un comune francese di 351 abitanti situato nel dipartimento del Passo di Calais nella regione dell'Alta Francia.

## Storia

### Simboli
Il comune ha adottato lo stemma della famiglia Kiéret, o Quiéret, originaria dell'Artois, discendente dai signori di Douriez dal 1209, poiché un ramo di questo casato deteneva il dominio su questo territorio. I Quiéret furono anche signori di Tours-en-Vimeu. Anche il comune di Vétheuil ha adottato lo stesso emblema 

## Società

### Evoluzione demografica
Abitanti censiti